# As Falls Wichita, So Falls Wichita Falls
As Falls Wichita, So Falls Wichita Falls – autorski album Pata Metheny’ego i Lyle’a Maysa. Nagrany został we wrześniu 1980, a wydany w roku 1981 jako LP przez wytwórnię ECM.
Tytuł albumu nawiązuje do dwóch miast w USA: Wichity i Wichity Falls.

## Lista utworów
| Utwór                                    | Kompozytor/zy         | Czas  | Przypis |
| ---------------------------------------- | --------------------- | ----- | ------- |
| As Falls Wichita, So Falls Wichita Falls | Pat Metheny/Lyle Mays | 20:45 | [ 1 ]   |
| Ozark                                    | Pat Metheny/Lyle Mays | 4:03  | [ 1 ]   |
| September Fifteenth                      | Pat Metheny/Lyle Mays | 7:45  | [ 1 ]   |
| It's for You                             | Pat Metheny/Lyle Mays | 8:20  | [ 1 ]   |
| Estupenda Graça                          | Pat Metheny/Lyle Mays | 2:41  | [ 1 ]   |

## Wykonawcy
- Lyle Mays - harfa elektryczna, keyboard, organy, pianino, syntezator[2]
- Pat Metheny - bas, gitara, gitara (8-strunowa; 12-strunowa akustyczna; 12-strunowa elektryczna; akustyczna; klasyczna; elektryczna)[2]
- Naná Vasconcelos - berimbau, bębny, werble, perkusja, wokal[2]

## Osoby współpracujące
- Manfred Eicher - producent[2]
- Klaus Frahm - zdjęcie na okładce, fotografia[2]
- Jan Erik Kongshaug - inżynier (technik)[2]
- Rob Van Petten - fotografia[2]
- Barbara Wojirsch - projekt[2]

## Miejsce na listachBillboardu
| Rok  | Lista         | Nr na liście | Przypis |
| ---- | ------------- | ------------ | ------- |
| 1981 | Jazz Albums   | 1            | [ 4 ]   |
| 1981 | Jazz Albums   | 1            | [ 4 ]   |
| 1981 | Billboard 200 | 50           | [ 4 ]   |

## Wydania albumu

### Jako CD
- W 1991 i 2 razy w 2002 przez ECM[3]
- W 2008 przez ECM i Universal Distribution[3]

### Inne
- W 1994 w Cass przez ECM[3]
- W 2007 w Digi przez ECM[3]